# وپر-۱۲
وپر-۱۲ (به انگلیسی: Vepr-12) یک شات گان رزمی نیمه‌خودکار چندمنظوره است که بر پایه اسلحه معروف کلاشنیکف و با همان مکانیزم و با شکل ظاهری شبیه به آن ساخته شده‌است.